# Maltitol
Maltitol é um açúcar do grupo álcool (um poliol) usado como adoçante. Ele possui cerca de 75-90% da doçura da sacarose (açúcar comum) e propriedades aproximadamente idênticas, exceto para escurecimento e caramelização. Ele é utilizado como adoçante pois possui menos calorias, não causa cáries e tem um efeito um pouco menor no nível de glicose sanguínea. 
Quimicamente o maltitol é conhecido como 4-O-α-glucopyranosyl-D-sorbitol. Comercialmente, é conhecido sob os nomes Maltisorb e Maltisweet.